# Mihai Raicu
Mihai Raicu – rumuński szermierz. Uczestnik Letnich Igrzysk Olimpijskich 1928 w Amsterdamie.

## Igrzyska Olimpijskie 1928
Mihai Raicu uczestniczył w turnieju szablistów rozgrywanych w ramach Letnich Igrzysk Olimpijskich 1928 w Amsterdamie. Podczas turnieju Raicu wygrał dwie walki z Joaquínem Garcíą z Hiszpanii i Enverem Balkanem z Turcji. W sumie zadał 16 trafień i nie zakwalifikował się do kolejnej rundy.